# Bumbăta
Bumbăta è un comune della Moldavia situato nel distretto di Ungheni di 2.385 abitanti al censimento del 2004.